# Fausto Stiz
Fausto Stiz (né le 15 février 1952 à Stans en Suisse) est un coureur cycliste italien, principalement actif dans les années 1970.

## Biographie
Chez les amateurs, Fausto Stiz a notamment remporté la Flèche du Sud en 1975, le chamlpionnat d'Italie de demi-fond en 1976 ou encore le Baby Giro en 1978,. Il a été sélectionné en équipe nationale d'Italie. Son meilleur résultat au niveau international est une cinquième place au championnat du monde amateurs en 1978. Malgré ses performances, il n'est jamais passé professionnel. 
Il met fin à sa carrière cycliste en 1981. Par la suite, il se reconvertit dans le monde des affaires, en tant qu'importateur de vêtements pour la marque Santini. En 1989, il travaille comme directeur sportif au sein de la petite équipe suisse Eurocar-Mosoca-Galli. Il est également ambassadeur pour la marque Colnago de 2005 à 2014. 

## Palmarès
- 1973
  - Tour du lac Léman
  - Tour du Canton de Fribourg
  - 2e du Trophée Alberto Triverio
  - 2e du Gran Premio Vallese
- 1974
  - 1re étape de la Semaine cycliste bergamasque
  - 3e du Tour de la Vallée d'Aoste
  - 3e de la Targa Libero Ferrario
- 1975
  - Flèche du Sud
  - Piccola Tre Valli Varesine
  - Gran Premio Industria e Commercio Artigianato Carnaghese
  - Tour du Tessin
- 1976
  -  Champion d'Italie de demi-fond amateurs
  - 1re étape de la Flèche du Sud
  - 2e du Gran Premio Industria e Commercio Artigianato Carnaghese
- 1977
  - Prologue de la Semaine cycliste bergamasque
  - Milan-Tortone
  - 2e de la Freccia dei Vini
- 1978
  - Trofeo Piva
  - Baby Giro
  - 2e du Tour de Lombardie amateurs
  - 3e du Giro del Valdarno
  - 5e du championnat du monde sur route amateurs
- 1979
  - 3e du Grand Prix Guillaume Tell
- 1980
  - Tour des Abruzzes
  - Rho-Macugnaga
  - Flèche de Franche-Comté